# Décima segunda cúpula do BRICS
A décima segunda cúpula do BRICS ou cúpula do BRICS de 2020 foi a décima segunda reunião anual do BRICS, uma conferência de relações internacionais com a presença dos chefes de estado ou governo dos cinco países membros: Brasil, Rússia, Índia, China e África do Sul. A reunião estava originalmente marcada para ocorrer em São Petersburgo de 21 a 23 de julho de 2020, mas foi alterada para uma conferência virtual realizada em 17 de novembro devido ao surto da pandemia global de COVID-19.
A Rússia foi o país anfitrião da 7ª cúpula do BRICS em Ufa. A primeira reunião de Sherpas foi realizada em São Petersburgo entre 11 e 13 de fevereiro de 2020, sob a presidência de Sergei Ryabkov, Vice-Ministro das Relações Exteriores da Federação Russa e Sherpa russo para o BRICS.

## Participantes

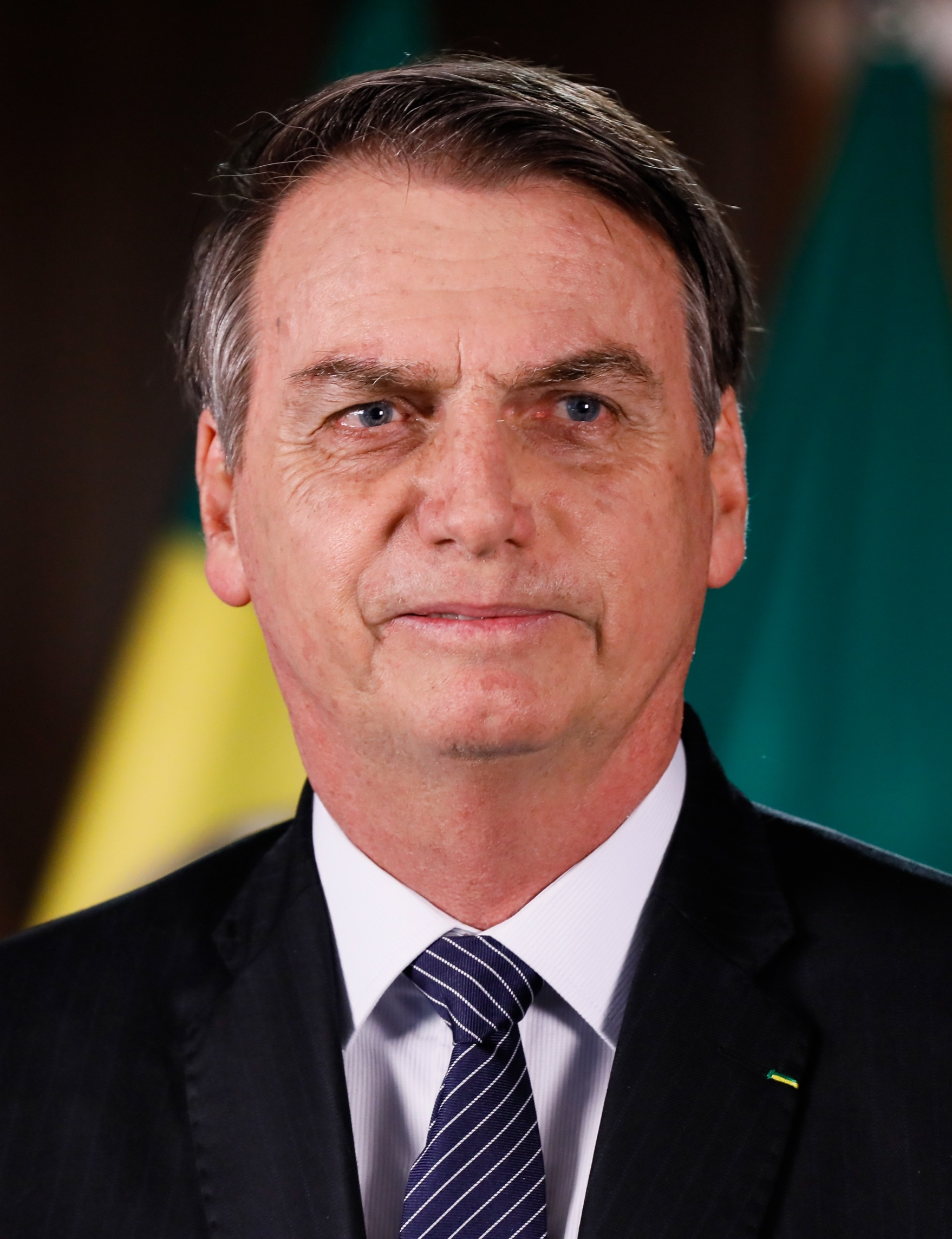
Brasil Jair Bolsonaro, Presidente
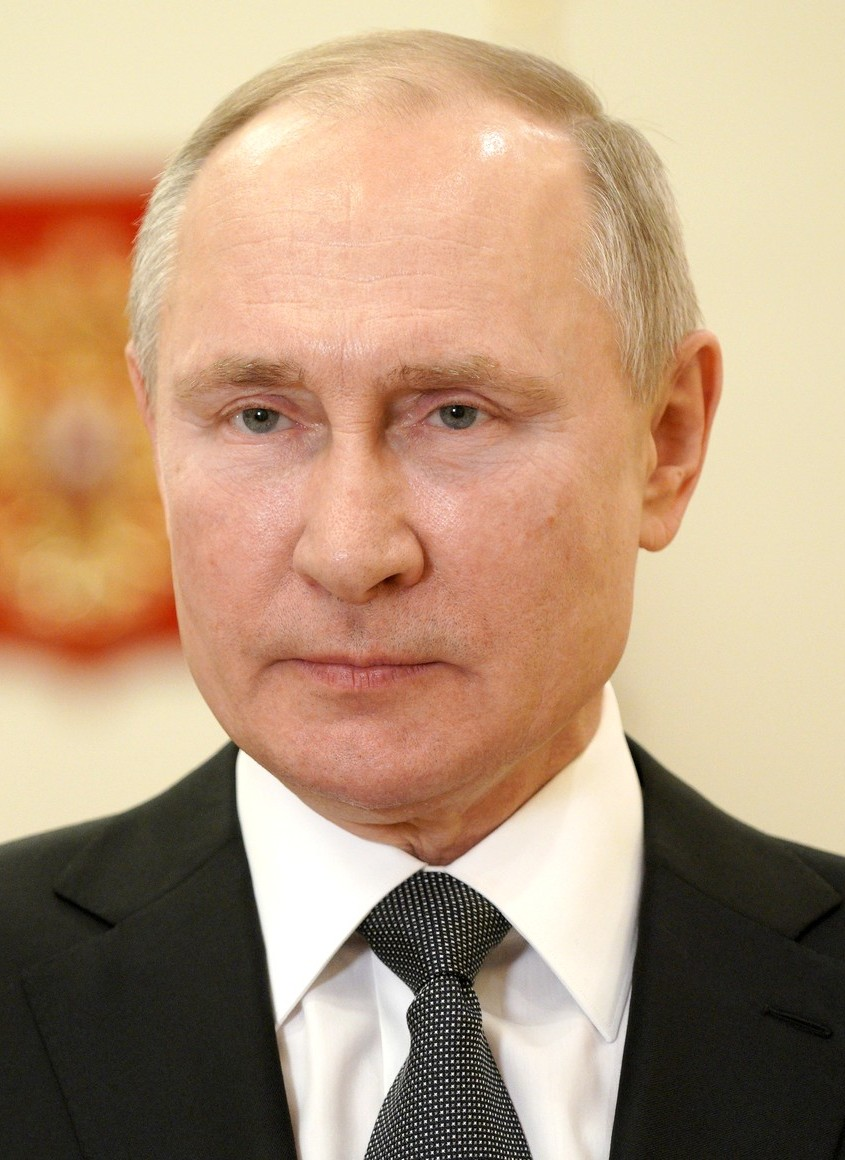
Rússia Vladimir Putin, Presidente (anfitrião)
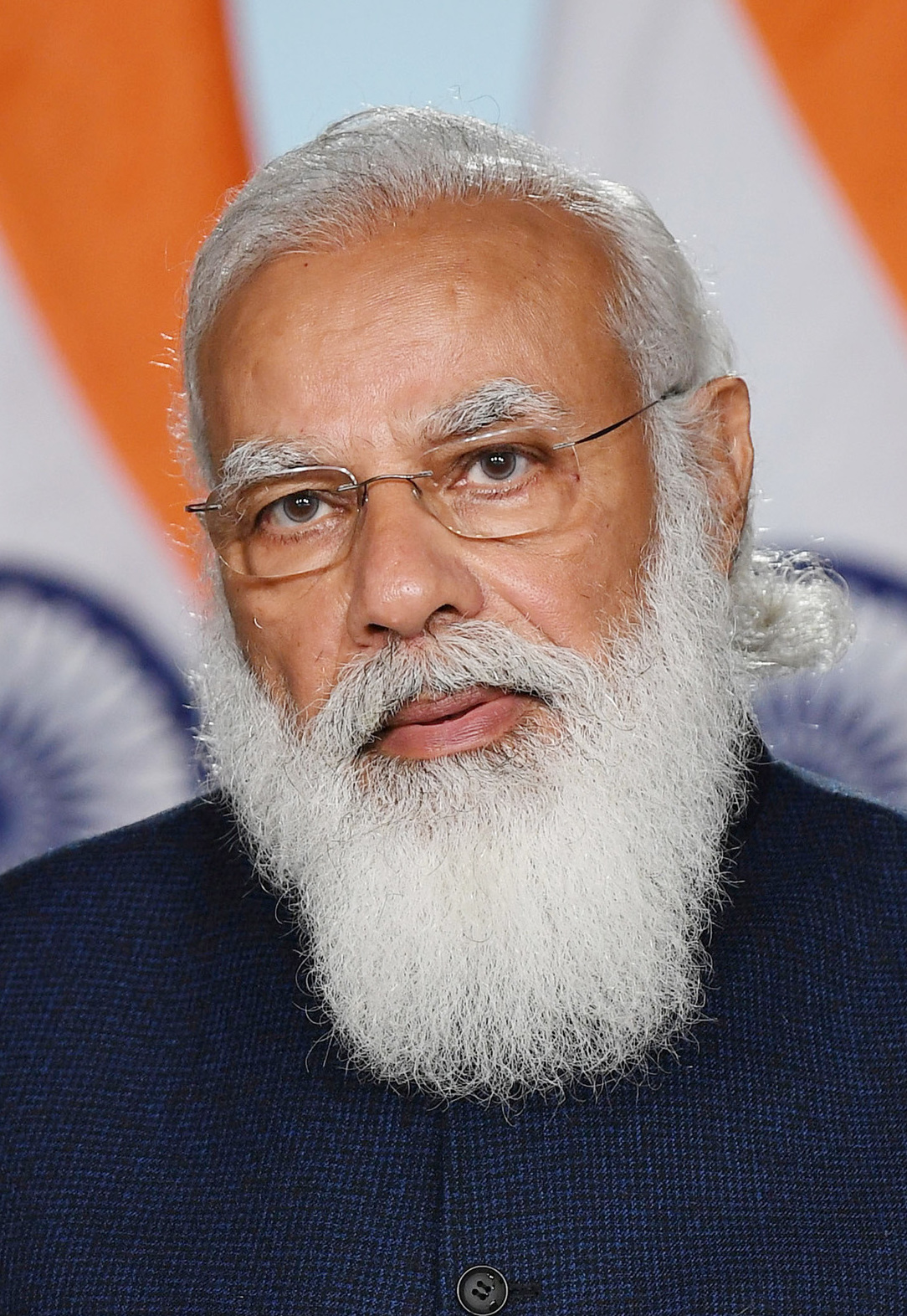
Índia Narendra Modi, Primeiro-ministro
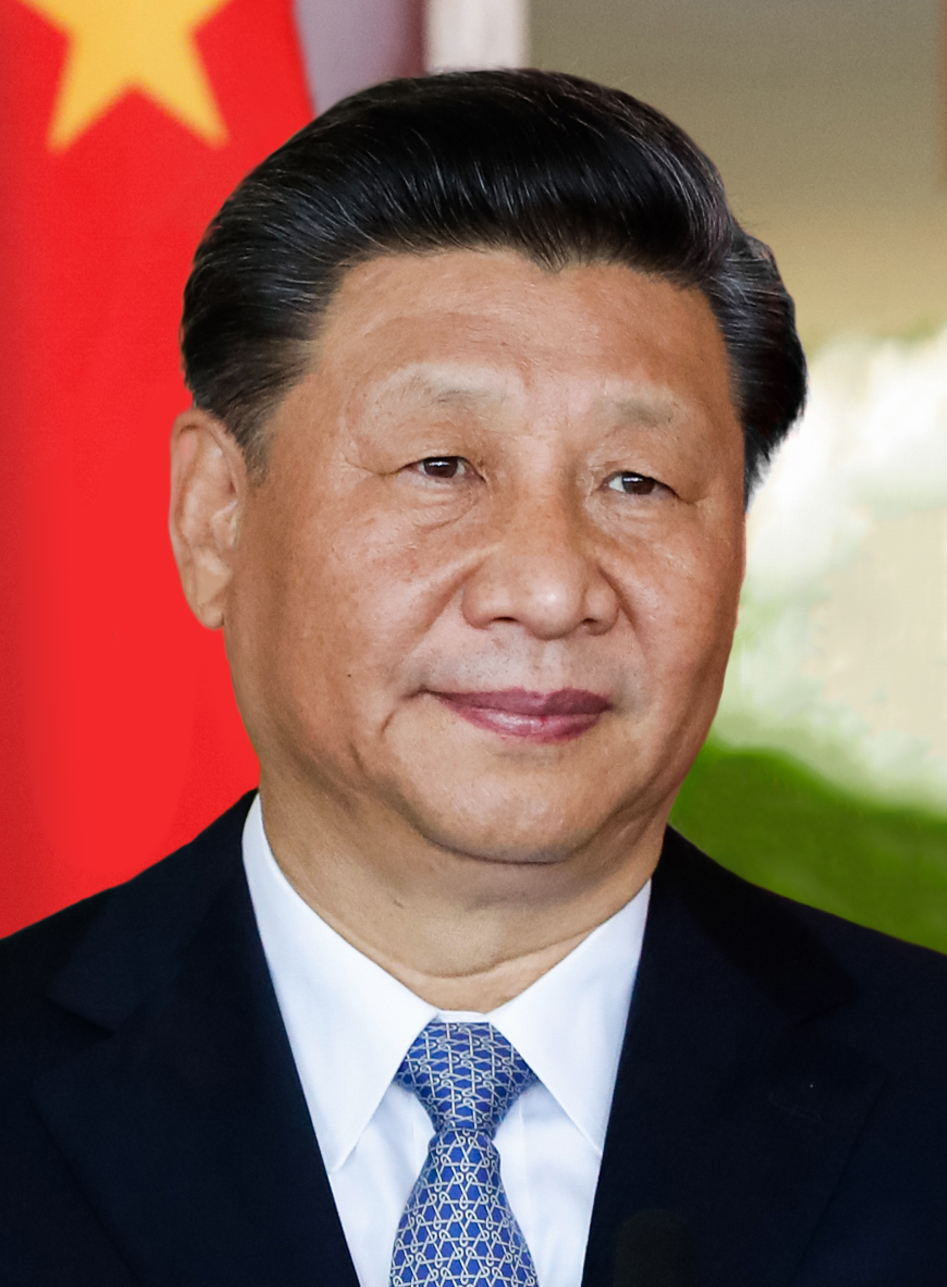
China Xi Jinping, Presidente
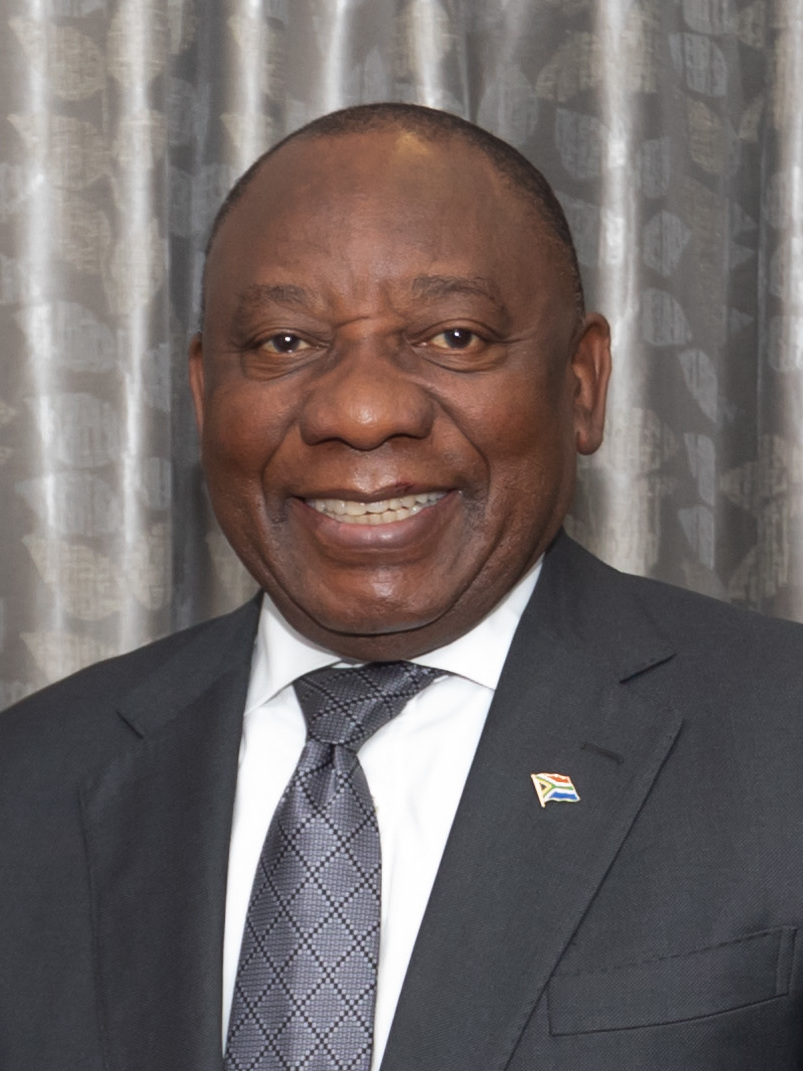
África do Sul Cyril Ramaphosa, Presidente